# Frigyes Henrik orániai herceg
Frigyes Henrik orániai herceg vagy Orániai Frigyes Henrik (Delft, 1584. január 29. – Hága, 1647. március 14.) 1625-től haláláig a holland Egyesült Tartományok kormányzója.

## Élete
I. Vilmos orániai hercegnek, Hollandia kormányzójának és Louise de Coligny-nak fiaként született 1584-ben. Ő volt az édesapja Hollandia következő kormányzójának, továbbá Lujza Henriettának, aki Frigyes Vilmos brandenburgi választófejedelem, a „Nagy Választó“ felesége lett, s házasságukból született I. Frigyes porosz király.
Bátyja, Móric orániai herceg halála után ő követte őt Hollandia kormányzójaként 1625-ben. A németalföldi szabadságharc alatt aktívan harcolt a spanyolok ellen Hollandia függetlenségéért.1625-ben sikeresen felszabadította Breda városát, 1627-ben Grolt, 1632-ben Maastrichtot. Sikerei jutalmaként mindenki győztesként emlegette.

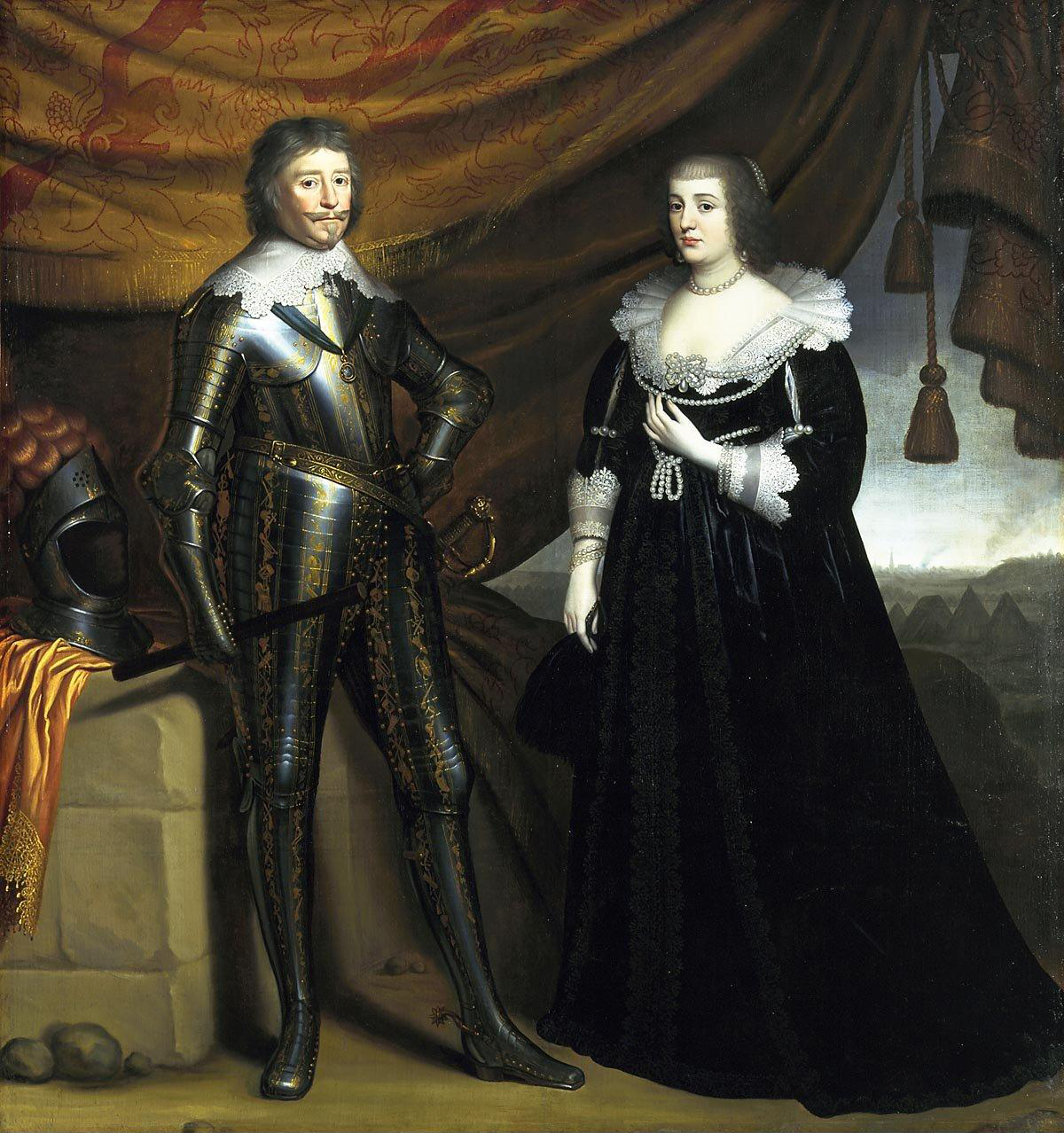
Frigyes Henrik feleségével, Amáliával (Gerrit van Honthorst festménye, 17. század második negyede)

Diplomáciai megfontolásból François van Aerssen nagykövet segítségével szövetséget kötött Dániával, Svédországgal és Franciaországgal a spanyolok ellen. Dánia nagyrészt az ő kezdeményezésével lépett be a harmincéves háborúba, II. Gusztáv Adolf svéd király hadjáratait nagyobb pénzösszegekkel támogatta. Frigyes Henrik maga is részt vett a harcokban, ő vette át a holland sereg parancsnokságát és vezetésével a hollandok 1629-ben elfoglalták a fontos határmenti erődítményt, ’s-Hertogenbosch városát. A várost, amely a legnagyobb település volt a Brabanti Hercegség északi részén, bevehetetlennek tartott erődítmények védelmezték. Elvesztése nagy csapást jelentett a spanyolok moráljára.
1632-ben Frigyes Henrik elfoglalta a Maas folyó völgyében Venlo, Roermond és Maastricht városokat, miközben arra készült, hogy a másik holland sereggel együtt harapófogóba szorítja Flandria nagy városait. A következő évben megpróbálkozott Antwerpen és Brüsszel elfoglalásával, de kudarcot vallott.
Frigyes Henrik kormányzói posztjáért állandó politikai küzdelem folyt a hercegek támogatói, az orange-isták és a köztársaság hívei között, mivel minden tartománynak saját kormányzója volt, akiket elméletben megválasztották és az államtanácsnak volt alárendelve. Ténylegesen azonban Vilmos utódai, az orániai hercegek lettek Holland és Zeeland örökletes kormányzói, és általában a többi tartomány is megválasztotta őket kormányzónak.
Frigyes Henrik belföldi hatalma ennek ellenére erősödött, egyre gazdagabb lett, gyerekei mind ősi uralkodó dinasztiákba házasodtak be. 1647. március 14-én halt meg Hágában. Itt temették el nagy pompával.

## Gyermekei
Frigyes Henrik feleségül vette Amalie zu Solms-Braunfels grófnőt (1602–1675), Stuart Erzsébet pfalzi választófejedelemné egyik udvarhölgyét. Ez politikailag hasznos kapcsolatnak bizonyult, gyermekeik előnyös házasságai miatt.
- II. Vilmos orániai herceg (* 1626. május 27; † 1650. november 6)
- Lujza Henrietta orániai hercegnő (* 1627. december 7; † 1667 június 18)

∞ 1646 december 7-én feleségül ment Frigyes Vilmos brandenburgi választófejedelemhez (1620–1688)
- Henrietta Amália (* 1628. október 26; † 1628. decembere)
- Erzsébet (*† 1630. augusztus 4.)
- Izabella Sarolta (* 1632. április 28.; † 1642. áprilisa)
- Albertina Ágnes orániai hercegnő (*1634. április 9.; † 1696. május 24.)

∞ 1652. május 2-án feleségül ment Vilmos Frigyes Nassau-Dietzi herceghez (1613–1664)
- Henrietta Katalin orániai hercegnő (* 1637. február 10.; † 1708. november 3.)

∞ 1659-ben vette feleségül II. János György anhalt–dessaui herceg (1627–1693)
- Frigyes Henrik (* 1639. november 30.; † 1639. december 29.)
- Mária orániai hercegnő (* 1642. szeptember 5.; † 1688. március 20.)

∞ 1666 szeptember 23-án hozzáment Lajos Henrik pfalzi palotagrófhoz (1640–1674)

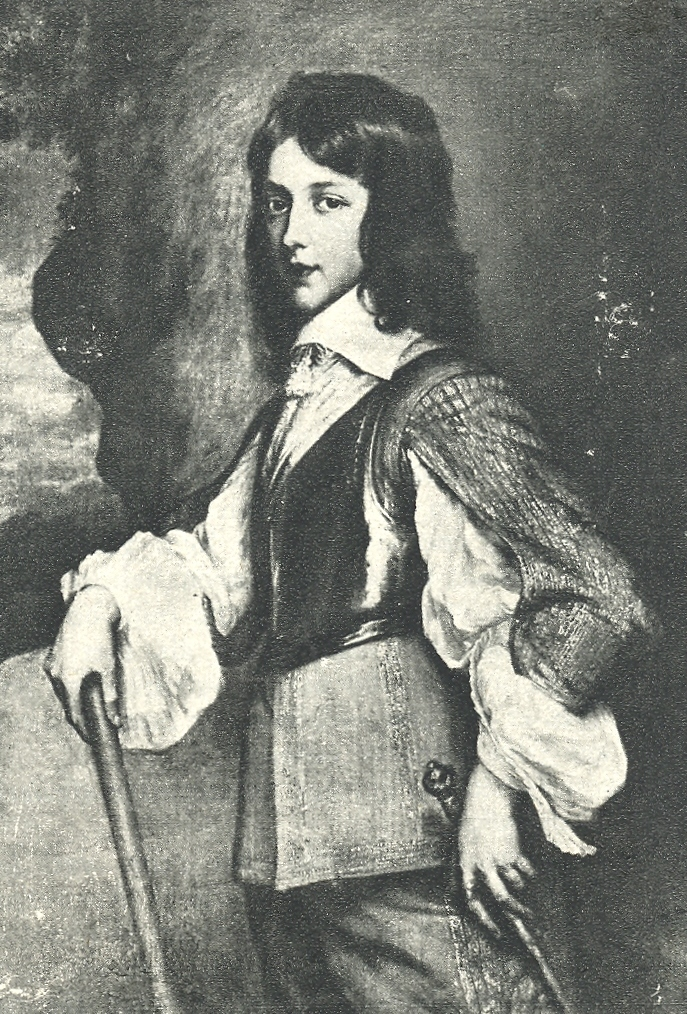
II. Vilmos orániai herceg
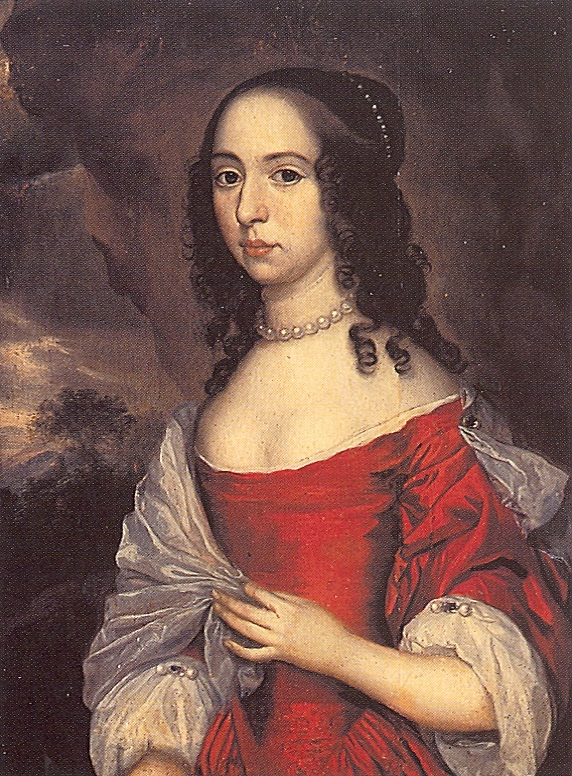
Lujza Henrietta, későbbi brandeburgi fejedelemasszony
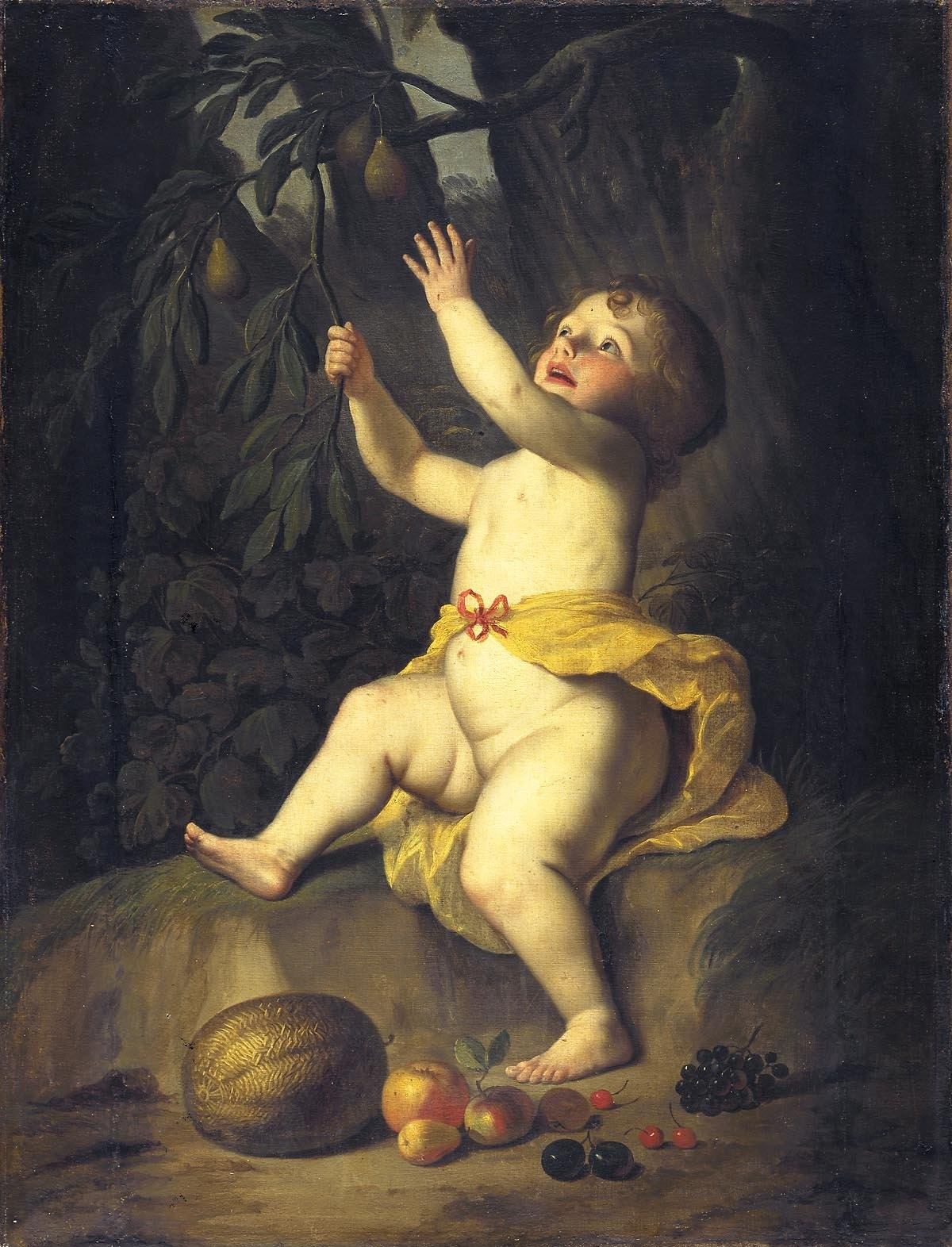
Izabella Sarolta
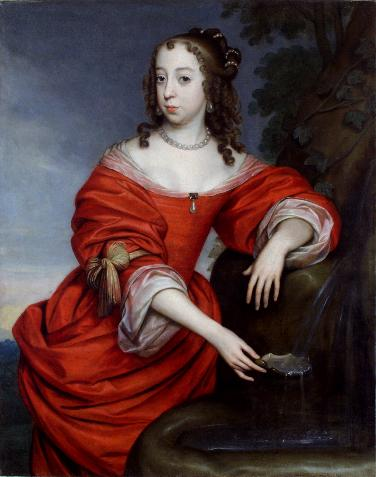
Albertina Ágnes, a későbbi Nassau-Dietzi grófnő
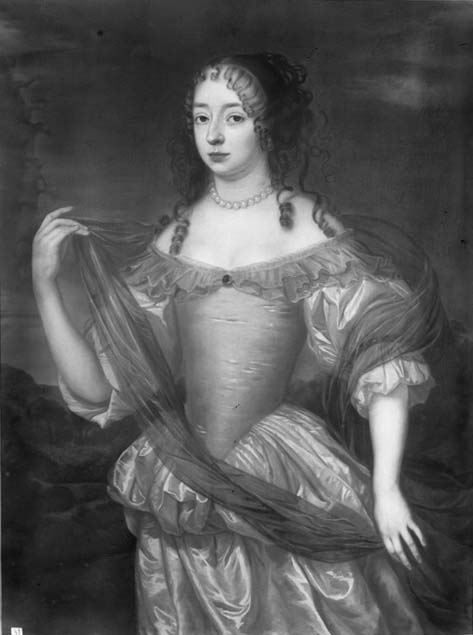
Henrietta Katalin, Anhalt-Dessau későbbi hercegnéje
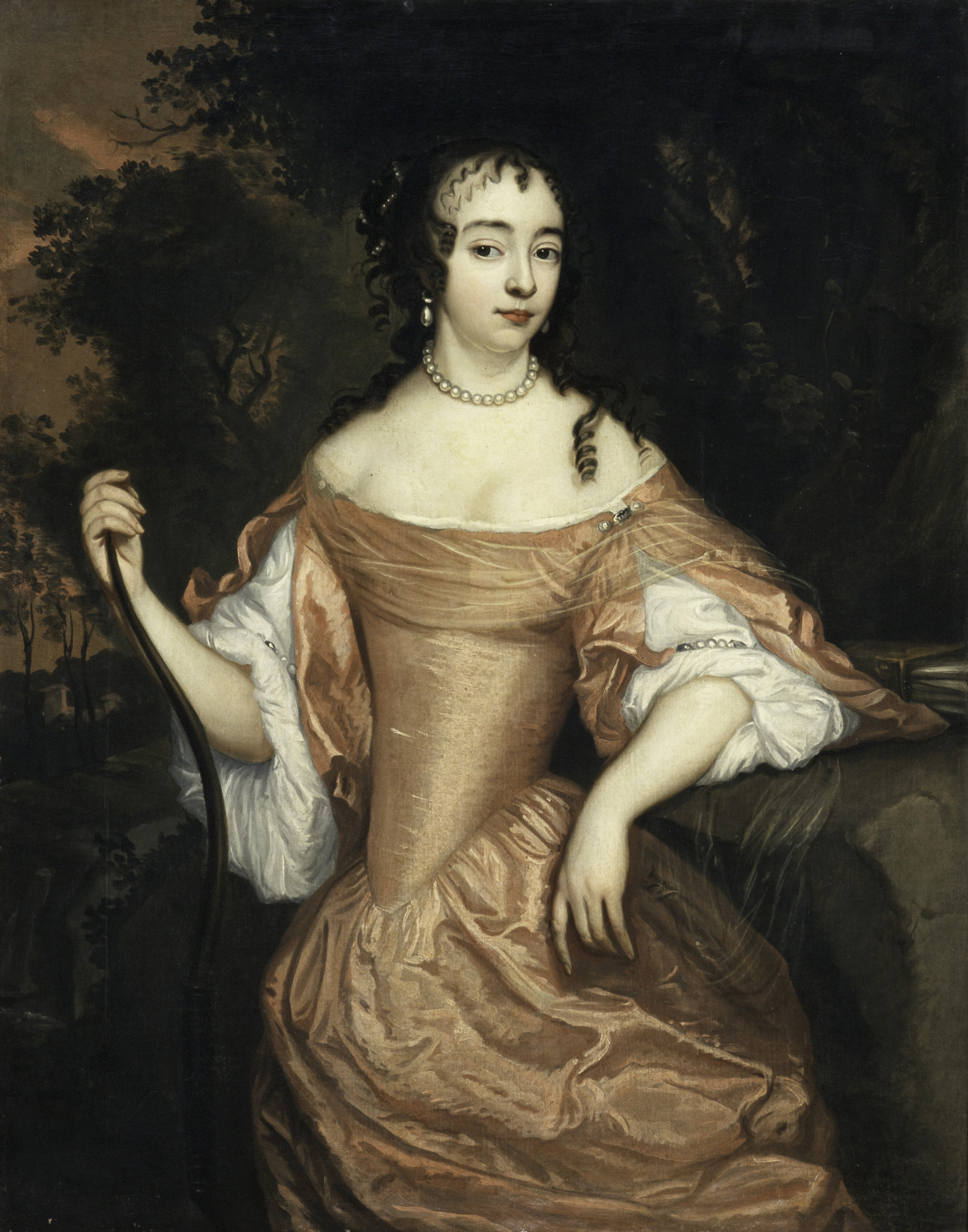
Mária Henrietta, a későbbi pfalzi palotagrófnő
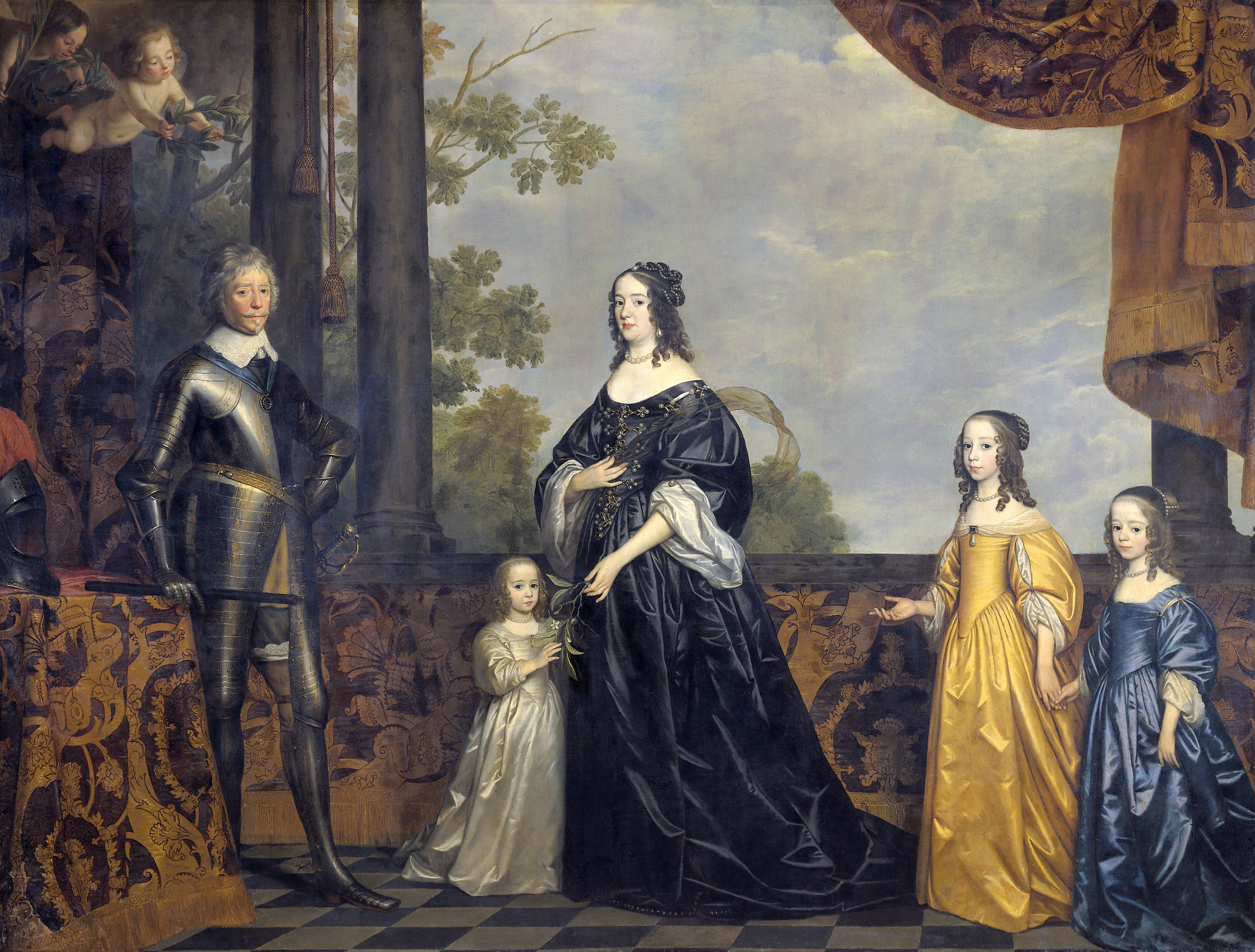
Gerrit van Honthorst portréja: a Nassau orániai család